# ポイントインタイムリカバリ
ポイントインタイムリカバリ（英語: point-in-time recovery、PITR）とは、コンピュータが関わるシステム、特にデータベースの文脈で、管理者が過去の時点におけるデータセットや特定の設定を復元または回復できることである。たとえば、Windowsの過去の日付（データの破損が発生する前など）からOSの設定を復元する機能や、macOSのTime Machineは、ポイントインタイムリカバリの一例である。
ポイントインタイムリカバリーに対応したデータベースでPITRロギングを開始すると、データベース管理者はデータベースのバックアップを利用して、開始時点から任意の時点の状態に復元することができる。